# Stari Majur
Stari Majur es una localidad de Croacia en el ejido de la ciudad de Pakrac, condado de Požega-Eslavonia.

## Geografía
Se encuentra a una altitud de 220 m s. n. m. a 122 km de la capital nacional, Zagreb.

## Demografía
En el censo 2021 el total de población de la localidad fue de 16 habitantes.
| Gráfica de población de Stari Majur 1857-2011                       |
|                                                                     |
| Según los censos de población de la oficina estadística de Croacia. |